# Zhroucení budovy Rana Plaza
Zhroucení budovy Rana Plaza se odehrálo 24. dubna 2013 ve čtvrti Savar na předměstí bangladéšské metropole Dháka, když se osmiposchoďová budova nazvaná Rana Plaza zřítila. Pátrání po přeživších bylo ukončeno 13. května 2013, katastrofa si vyžádala 1 134 obětí. Kolem 2 500 zraněných lidí bylo z trosek továrny vytaženo.
Neštěstí je považováno za nejsmrtonosnější nehodu v historii textilního průmyslu, stejně jako nejsmrtonosnější náhodné zhroucení budovy v moderní historii.
V budově byly kromě textilní továrny také banka, byty a několik obchodů. Obchody a banka byly okamžitě uzavřeny, jakmile se ve zdech objevily praskliny. Varování před narušenou statikou budovy se objevila den před zhroucením a byla ignorována. Dělníkům bylo nařízeno přijít další den do práce a během ranního střídání směn se budova zřítila.
Ke zřícení došlo hlavně z těchto důvodů:
- Budova byla postavena na nestabilním podloží, aniž by došlo k odpovídajícímu zpevnění základů.[3]
- Navzdory původnímu plánu, který počítal s pěti podlažími, byla budova vyvýšena o další tři podlaží, aniž by došlo k jiným potřebným úpravám (např. k volbě odolnějších stavebních materiálů).[4]
- Přechod z komerčního na průmyslové využití, na což budova nebyla navržena (namísto lehčího kancelářského vybavení nesla těžké stroje a několik záložních generátorů – další nepřiměřená zátěž a k tomu nežádoucí vibrace).[2]

## Galerie

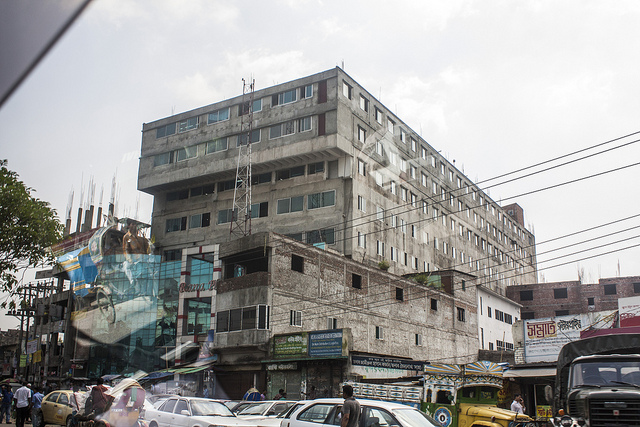
Budova Rana Plaza rok před událostí
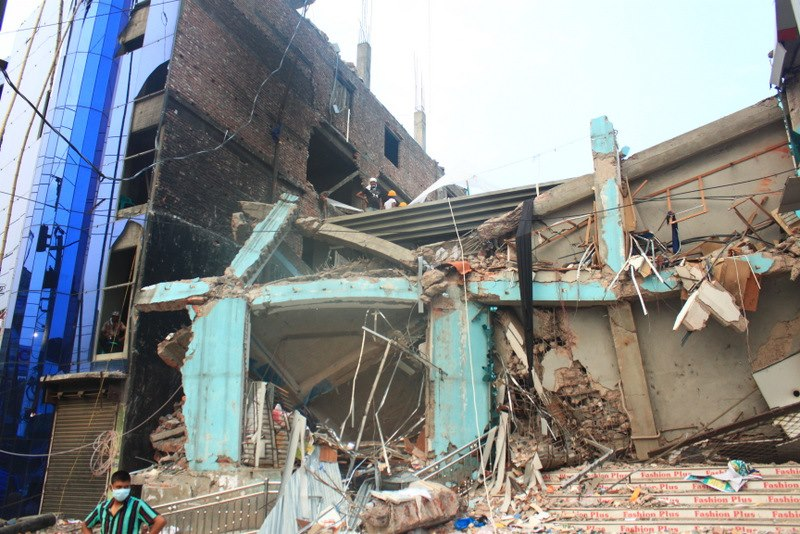
Část zřícené budovy
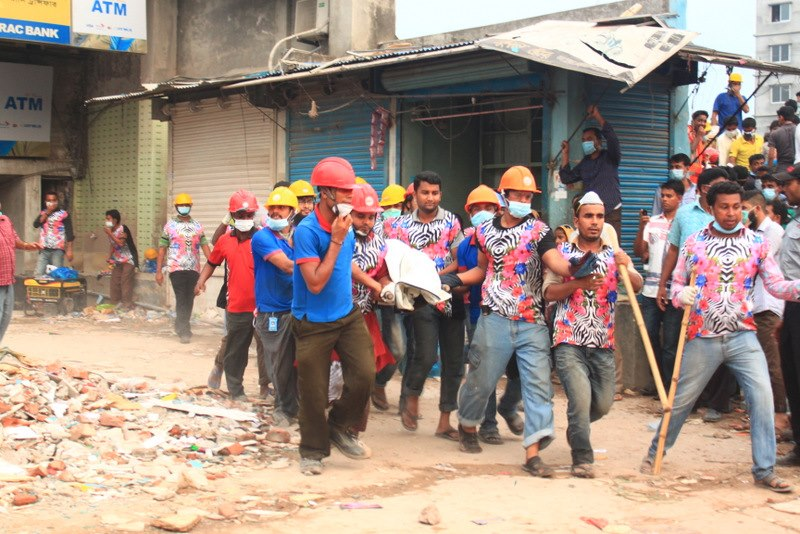
Záchranáři, kteří vytáhli jednoho z přeživších